# Tour de France 2005/17. Etappe
Die 17. Etappe der Tour de France 2005 führte von Pau nach Revel und war mit einer Länge von 239,5 Kilometern die längste Etappe dieser Tour. Von ein paar kleinen Hügeln abgesehen, war die Strecke ziemlich flach. In der zwölf Kilometer langen Zusatzschlaufe rund um Revel musste allerdings ein Berg der 3. Kategorie überwunden werden, nach einer solch langen Distanz ein nicht zu unterschätzendes Hindernis.
Bereits nach 17 Kilometern Strecke gab Andreas Klöden das Rennen auf. Am Vortag war er in einen Sturz verwickelt, bei dem er sich das Kahnbein brach.
Nach rund 30 Kilometern erfolgte der erste ernsthafte Ausreißversuch; einer Gruppe mit 17 Fahrern gelang es, sich entscheidend vom Feld abzusetzen und ihren Vorsprung rasch zu vergrößern. Nach knapp 170 Kilometern betrug der Rückstand des Feldes über 24 Minuten. Bei Kilometer 190 bildete sich an der Spitze eine Gruppe mit acht Fahrern (darunter Paolo Savoldelli, Kurt Asle Arvesen, Sébastien Hinault und Simon Gerrans), während die übrigen neun Fahrer zurückfielen.
Zu Beginn der Zusatzschlaufe lag die erste Gruppe bereits fast drei Minuten vor der zweiten Gruppe; der Rückstand des Feldes betrug unverändert 24 Minuten. Im Anstieg zur Côte de Saint-Ferréol fiel die Spitzengruppe auseinander. Savoldelli erreichte als erster die Passhöhe, dicht hinter ihm Hinault; Gerrans und Arvesen folgten mit einigen Sekunden Rückstand und konnten in der Abfahrt wieder aufschließen. Auf dem zweitletzten Kilometer versuchte Arvesen zu entwischen, wurde aber 100 Meter vor dem Zielstrich noch von Savoldelli eingeholt und überspurtet.
Einige Minuten nachdem Savoldelli bereits als Sieger feststand, hatte das Feld die Zusatzrunde noch vor sich. Im Anstieg zur Passhöhe fiel das Feld auseinander, nachdem Jan Ullrich versucht hatte, Sekunden auf Michael Rasmussen gutzumachen. Der Däne konnte die Attacke aber souverän kontern. Schließlich kamen die Führenden im Gesamtklassement gemeinsam ins Ziel, über 22 Minuten nach dem Sieger.

## Zwischensprints
1. Zwischensprint in Rabastens-de-Bigorre (44,5 km)
| Erster  | Carlos Da Cruz, 6 P. und 6 s |
| Zweiter | Allan Davis, 4 P. und 4 s    |
| Dritter | Stéphane Augé, 2 P. und 2 s  |

2. Zwischensprint in Gardouch (198 km)
| Erster  | Simon Gerrans, 6 P. und 6 s     |
| Zweiter | Oscar Sevilla, 4 P. und 4 s     |
| Dritter | Sébastien Hinault, 2 P. und 2 s |

## Bergwertungen
Côte de Baleix Kategorie 3 (22,5 km)
| Erster  | Bobby Julich, 4 P.        |
| Zweiter | Alexandre Moos, 3 P.      |
| Dritter | Joseba Beloki, 2 P.       |
| Vierter | Alexander Winokurow, 1 P. |

Côte de Betbèze Kategorie 4 (88,5 km)
| Erster  | Andrij Hrywko, 3 P.   |
| Zweiter | Samuel Dumoulin, 2 P. |
| Dritter | Daniele Righi, 1 P.   |

Côte de Capen Kategorie 4 (159,5 km)
| Erster  | Andrij Hrywko, 3 P.   |
| Zweiter | Carlos Da Cruz, 2 P.  |
| Dritter | Samuel Dumoulin, 1 P. |

Côte de Saint-Ferréol Kategorie 3 (232,5 km)
| Erster  | Paolo Savoldelli, 4 P.  |
| Zweiter | Sébastien Hinault, 3 P. |
| Dritter | Kurt Asle Arvesen, 2 P. |
| Vierter | Simon Gerrans, 1 P.     |